# Instytut Wsparcia Organizacji Pozarządowych
Instytut Wsparcia Organizacji Pozarządowych (IWOP) – fundacja działająca od 2012 roku na terenie całej Polski z siedzibą we Wrocławiu, której głównym celem jest wspieranie organizacji pozarządowych w usprawnianiu działalności i pozyskiwaniu funduszy. Najważniejszymi inicjatywami IWOP-u są dwa duże projekty wspierające zbiórkę 1,5%: „PITax.pl dla OPP” oraz „Wspieraj lokalnie”. 

## Historia

### Historia założenia
Fundacja Instytut Wsparcia Organizacji Pozarządowych została ustanowiona 28 sierpnia 2012 r. we Wrocławiu. Od 26 listopada 2014 roku posiada status organizacji pożytku publicznego.

## Działalność
Instytut wspiera organizacje pozarządowe w zakresie zarządzania, promocji i finansowania działań statutowych. Oprócz projektowania i udostępniania nowoczesnych narzędzi informatycznych do zbiórki 1,5% podatku, IWOP promuje lokalne inicjatywy społeczne i wzmacnia świadomość znaczenia III sektora.
Fundacja aktywnie reaguje na zmiany w prawie podatkowym dotyczące NGO. W kontekście reform, takich jak Polski Ład, IWOP przygotowywał analizy i rekomendacje, udostępniane m.in. na stronie iwop.pl oraz w serwisach branżowych. Celem tych działań było zwiększenie wiedzy na temat wpływu przepisów podatkowych na kondycję organizacji pożytku publicznego.

## Projekty

### PITax.pl dla OPP
Prowadzony od 2014 roku projekt „PITax.pl dla OPP” to sztandarowa inicjatywa IWOP-u. Fundacja zapewnia organizacjom pożytku publicznego dostęp do nowoczesnych narzędzi i rozwiązań informatycznych wspierających proces zbierania środków z 1,5% podatku dochodowego oraz darowizn. System powstał we współpracy z firmą PITAX Sp. z o.o. i jest nadzorowany przez zespół ekspertów z dziedziny informatyki, prawa i doradztwa podatkowego.
Celem projektu jest wyrównywanie szans organizacji pożytku publicznego w rywalizacji o uwagę podatnika i darczyńcy, niezależnie od ich rozpoznawalności czy zasobów. Udział w projekcie nie wymaga istotnych nakładów ze strony organizacji, a dostarczone przez IWOP narzędzia wspierają bieżące działania promocyjne i umożliwiają skuteczniejsze prowadzenie zbiórek przez OPP.
Narzędzia oferowane w ramach projektu umożliwiają m.in. tworzenie spersonalizowanych kampanii promocyjnych, przypominanie podatnikom o rozliczeniu PIT oraz automatyczne publikowanie treści w mediach społecznościowych.
Na przełomie 2022 i 2023 roku z projektu korzystało ponad 1600 organizacji pożytku publicznego, a w edycji 2023/2024 – ponad 1700. Łączna kwota zebrana przez uczestników programu w 2023 roku przekroczyła 700 milionów złotych.
Wśród organizacji uczestniczących w projekcie „PITax.pl dla OPP” znalazły się m.in.:
- Fundacja Dzieciom „Zdążyć z Pomocą”
- Fundacja DKMS (Polska)
- Stowarzyszenie Wiosna
- Kampania Przeciw Homofobii
- Fundacja Polsat
- Caritas
- Fundacja Viva!
- Fundacja Anny Dymnej „Mimo Wszystko”
- Wikimedia Polska
- Fundacja im. Brata Alberta
- Fundacja Krystyny Jandy na rzecz Kultury
- Fundacja „Na ratunek dzieciom z chorobą nowotworową”

### Wspieraj Lokalnie
Projekt „Wspieraj lokalnie”, uruchomiony w 2018 roku, skierowany jest do jednostek samorządu terytorialnego. IWOP dostarcza samorządom bezpłatne, specjalistyczne oprogramowanie, które umożliwia promocję lokalnych organizacji pożytku publicznego i ułatwia zbiórkę 1,5% PIT na ich działalność. Program zawiera katalog organizacji działających na terenie danej gminy, w tym m.in. Ochotniczych Straży Pożarnych czy drużyn ZHP, dzięki czemu mieszkańcy mogą świadomie wspierać lokalne inicjatywy.
Dodatkowo oprogramowanie przypomina podatnikom o korzyściach z rozliczania się w miejscu faktycznego zamieszkania, co przekłada się na większe wpływy z podatków do budżetu gminy.
W latach 2021–2022 w projekcie uczestniczyło ponad 730 jednostek samorządu terytorialnego oraz 6700 organizacji pożytku publicznego. Na przełomie 2022 i 2023 roku liczby te wzrosły odpowiednio do ponad 900 gmin i 7700 organizacji. W edycji projektu realizowanej w 2023–2024 roku udział wzięło już 935 samorządów z całej Polski .
Przykłady jednostek aktywnie biorących udział w projekcie: Urząd Marszałkowski Województwa Kujawsko-Pomorskiego, Urząd Marszałkowski Województwa Podlaskiego, Urząd Marszałkowski Województwa Lubuskiego, Urząd Marszałkowski Województwa Opolskiego, Urząd Miasta Łodzi, Urząd Miasta Gdańska, Urząd Miasta Szczecin, Urząd Miasta Bydgoszczy, Urząd Miasta Lublin, Starostwo Powiatowe w Krakowie, Starostwo Powiatowe w Wołominie, Starostwo Powiatowe w Wejherowie, Starostwo Powiatowe w Nowym Sączu, Urząd Miasta Częstochowy, Urząd Miejski w Radomiu.

### Szkolenia
IWOP co roku prowadzi szereg szkoleń wspierających działalność trzeciego sektora. Stałym elementem oferty są warsztaty organizowane w ramach projektu „PITax.pl dla OPP”, dotyczące m.in. skutecznego korzystania z narzędzi do pozyskiwania 1,5% PIT i darowizn.
Fundacja realizuje również inne działania edukacyjne, dostosowane do aktualnych potrzeb organizacji pozarządowych w Polsce. W ostatnich latach były to m.in. cykle dotyczące pozyskiwania funduszy dla OPP, cyberbezpieczeństwa i wykorzystania sztucznej inteligencji w pracy NGO.

### Prywatna opieka medyczna dla OPP
Projekt zapewnia organizacjom pożytku publicznego dostęp do prywatnej opieki medycznej na warunkach zwykle zarezerwowanych dla dużych podmiotów. Program jest dostępny dla każdej osoby współpracującej z OPP, niezależnie od formy zatrudnienia, bez konieczności spełniania progów minimalnych ze strony organizacji. Został opracowany we współpracy z firmą Benefit Consulting i ma na celu poprawę dobrostanu pracowników i wolontariuszy trzeciego sektora.

### Ranking ofert bankowych dla NGO
IWOP prowadzi również projekt analityczny, w ramach którego przygotowuje niezależny ranking ofert bankowych dla organizacji pozarządowych. Zestawienie obejmuje konta, lokaty oraz rachunki oszczędnościowe – z uwzględnieniem realnych kosztów ponoszonych w kolejnych latach korzystania z usług bankowych. Celem projektu jest pomoc NGO w wyborze optymalnych usług bankowych, dostosowanych do ich specyfiki i skali działania.